# Story of Jewel City

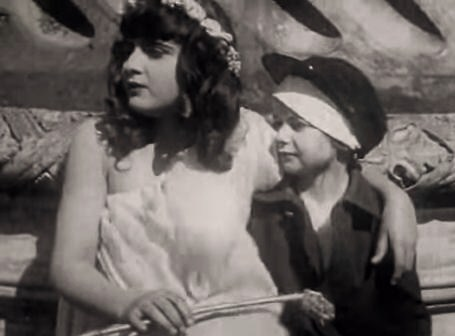

Story of Jewel City è un cortometraggio muto del 1915 scritto e diretto da William Nigh. Di genere fiabesco, aveva come interpreti Kathlyn Dempsey e Catherine Lund.